# 糸洲安恒

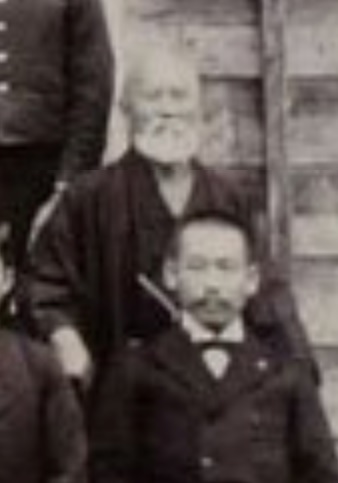
糸洲安恒

糸洲 安恒（いとす あんこう、1831年 - 1915年3月11日）は、沖縄県の唐手（からて、現・空手）家。琉球王国時代から明治にかけて活躍した唐手の大家であり、唐手の「近代化」に着手した最初の人物としても知られる。

## 経歴

### 生い立ち
糸洲安恒は、1831年（天保2年）、首里山川村（現・那覇市首里山川町）に生まれた。糸洲家は、馮光盛・諸見里親方安春（ひょうし・もろみざとうぇーかたあんしゅん）を元祖とする諸見里家の支流（分家）であり、家格は筑登之（チクドゥン）筋目（下級士族）に属する首里士族であった。当時の首里では、向氏、翁氏、馬氏、毛氏が四大名門であり、これらの血統が王府の役職を独占していた。それゆえ、馮氏の糸洲家は、就職では決して有利な地位にはなかった。しかし、糸洲安恒は生来優秀であったのだろう、難関の科（コー・科挙）に合格し、双紙庫理（ウソーシグリ）・書院の右筆相附（副書記）として王府に勤めはじめ、後には右筆（書記）に昇進した。琉球王国時代の糸洲の正式称号は、糸洲筑登之親雲上（チクドゥンペーチン）安恒である。

### 琉球王国時代
糸洲は20代の頃（1850年代）、まず首里手の大家・松村宗棍に師事したといわれる。その頃の松村の弟子には、牧志朝忠(板良敷朝忠)、安里安恒などがいたとされる。糸洲は当初、松村になかなか気に入られなかったため、耐えかねた糸洲は松村のもとを退き、自分より一歳年上の那覇手の長浜筑登之親雲上（武士長浜）に師事するようになった。しかし、長浜の亡くなった後は、長浜の遺言もあり、糸洲は再び松村宗棍に師事することになった。糸洲が松村に再師事したのは、35歳過ぎといわれている。他にも那覇の崎山、泊の松茂良、首里の牧志、佐久間、伊志嶺、安里らと交流をもった。また、糸洲は泊村に住む漂着人・禅南（チャンナン）からも武術を習ったとする説もある。このように、糸洲は、首里手だけでなく泊手、那覇手なども幅広く修行していた。

### 廃藩置県以後
明治12年（1879年）、廃藩置県が断行され琉球王国（藩）は消滅したが、糸洲は失職せず、引き続き沖縄県庁に書記としてつとめたといわれる（廃藩置県の時に失職したとの説もある）。糸洲が県庁を退職したのは明治18年(1885年）、54歳の時であった。唐手の弟子を取り始めたのはこの頃からで、明治12年頃、まず自宅で唐手を教え始めた。当時の弟子は、花城長茂、久手堅憲由などが知られている。また、明治14年（1881年）頃からは、琉球王族の本部御殿に出向いて、本部朝勇、本部朝基兄弟に唐手を教授した。以上が、糸洲の初期の弟子たちである。
明治30年代には、知花朝信（明治32年入門）、摩文仁賢和（明治36年入門）、徳田安文、大城朝恕、遠山寛賢、城間真繁らが糸洲の門をたたいており、彼らが糸洲の中後期の弟子たちと言える。遠山、大城、城間らは沖縄県師範学校の在学中に糸洲に師事したので、糸洲が師範学校で教え始めた明治38年（1905年）以降の弟子ということになる。
他に入門時期は不明ながら、喜屋武朝徳、船越義珍、屋比久孟伝、山川朝棟、喜納朝献、知念某、真喜屋某らも糸洲門下として知られており、おそらく明治20年代後半～30年代にかけて師事していたものと思われる。
糸洲は大変な努力家で、特に巻藁突きの稽古には熱心で、そのため稀にみる突き手であった。また、体重は150斤（90kg）あったという。武勇伝はあまり残されていないが、すぐれた研究家であり、幾つかの唐手の型を創作した。ピンアン初～五段は糸洲の作であり、ナイファンチ二、三段も糸洲の作という説がある。また、唐手の学校教育の採用にも尽力し、唐手の体育化ならびに近代化を推し進めた最初の一人であった。この点については、今日、賛否両論が存在するが、本来琉球士族の秘術であった唐手が糸洲の努力によって大いに普及したのは事実である。

### 晩年
明治38年(1905年）、糸洲は県立第一中学校（現・沖縄県立首里高等学校）および同師範学校の唐手教師の嘱託となり、生徒達を指導した。晩年は、人々から「イチジのタンメー（糸洲の翁）」と呼ばれていた。
明治41年（1908年）には、唐手の心得を説いた、いわゆる『糸洲十訓（唐手心得十ヶ条）』を書き記す。大正2年（1913年）頃から、病気を患い、大正4年（1915年）3月11日に85歳で没した。

## 首里手か那覇手か
以前は糸洲安恒は首里手の代表格として紹介されていたが、最近では屋部憲通や本部朝基など直弟子が語る糸洲安恒像が著書や新聞記事の復刻・発見等を通じて紹介され、むしろ那覇手（東恩納寛量以前の那覇手）の影響が強かったことが明らかになりつつある。
屋部憲通は、糸洲死去直後の新聞記事で「翁は初め松村翁に学んだのだが後年多くの感化を受けたのは那覇の長浜と云ふ人であった。翁の流儀は即ち那覇六分首里四分と云ふ方である」と語っている。また、本部朝基も著書『私の唐手術』で同様の意見を述べている。
松村宗棍の手では立ち方はナイファンチ立ちのみでそれをどちらかに捻ったものである。しかし、糸洲の手は猫足立ちが採用され、さらにはナイファンチ立ちもサンチン立ちの様に内側に締めあげている。

## 遠山－船越論争
1948年（昭和23年）頃、糸洲の高弟で三羽烏の一人と言われる遠山寛賢と船越義珍の間で「空手の本家」を巡って論争が起きた。
糸洲の直系弟子を自認する遠山は、船越は糸洲門下では傍系に過ぎず（船越は安里安恒の直弟子）、糸洲の直系に連らない者は沖縄空手の正統とはいえない、と主張した。また、遠山が沖縄師範学校の本科卒業生であるのに対して、船越は沖縄県師範学校の速成科（一年課程）出身であったことも、この論争の争点の一つであった。遠山の主張では、師範学校本科で糸洲から学んだ者のみが糸洲の後継者であると主張した。
しかし、糸洲が師範学校で教え始めたのは、1905年（明治38年）からであり、たとえ船越が本科に入学していたにしろ、（戸籍上は）1870年（明治3年）生まれの船越が糸洲に師事する機会はありえなかった。いずれにしろ、遠山－船越論争を通じて、糸洲門下の弟子の中に、直系と傍系の差別意識があったことは確かのようである。
なお、遠山は1931年（昭和6年）に修道舘を東京浅草（後に目黒へ移転）に、船越は1939年（昭和14年）に松濤館を東京雑司ヶ谷に開設。両者とも糸洲の教えに倣い、無流派主義としていた。

## 糸洲十訓（唐手心得十ヶ条）
- 前文

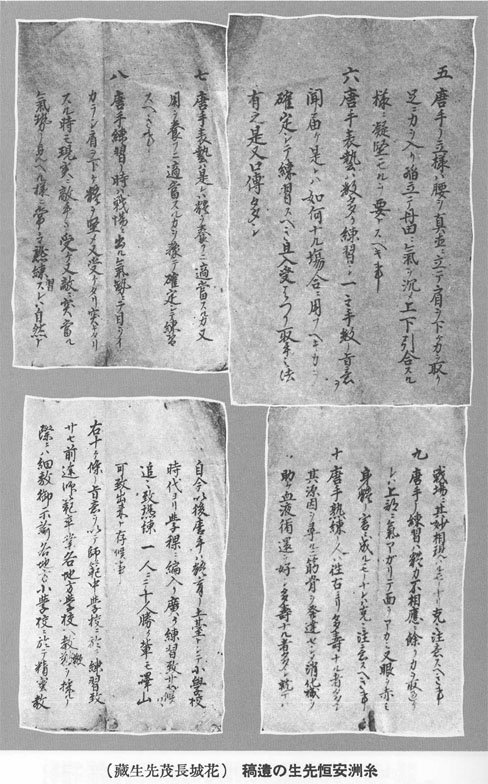
糸洲十訓

  - 唐手は儒仏道より出候ものに非ず。往古、昭林流、昭霊流と云（ふ）二派、支那より伝来（し）たるも（の）にして、両派各々長ずる所あ（り）て、其儘（そのまま）保存して潤色を加ふ可らざるを要とす。仍而（よって）、心得の條々左記す。

1. 唐手は体育を養成する而己（のみ）ならず、何れの時君親の為めには身命をも不惜（おしまず）、義勇公に奉ずるの旨意（しい）にして、決して一人の敵と戦ふ旨意に非ず。就（つい）ては、万一盗賊又は乱法人に逢ふ時は、成丈（なるた）け打ちはずし（す）べし。盟（ちかっ）て、拳足を以て人を傷ふ可らざるを要旨とすべき事。
2. 唐手は専一に筋骨を強（く）し、体を鉄石の如く凝（り）堅め、又、手足を鎗鋒（そうほう）に代用する目的とするものなれば、自然と勇武の気象を発揮せしむ。就ては、小学校時代より練習致させ候はば、他日兵士に充るの時、他の諸芸に応用するの便利を得て、前途軍人社会の一助にも可相成と存候。最もウエルリントン侯がナポレオン一世に克（よ）（く）捷（しょう）せし時、曰（く）、今日の戦勝は我国各学校の遊戯場に於て勝てると云々。実に格言とも云ふ可き乎。
3. 唐手は急速には熟練致し難く、所謂、牛の歩の寄りうす（遅）くとも、終に千里の外に達すと云ふ格言の如く、毎日一、二時間位、精入り練習致し候はば、三、四年の間には、通常の人と骨格異り、唐手の蘊奥を極める者、多数出来可致と存候事。
4. 唐手は拳足を要目とするものなれば、常に巻藁にて充分練習し、肩を下げ、肺を開き、強くカを取り、又、足も強く踏み付け丹田に気を沈（め）て、練習すべき。最も度数も片手に一、二百回程も衝くべき事。
5. 唐手の立様は、腰を真直に立て、肩を下げ、カを取り、足に力を入り踏立て、丹田に気を沈め、上下引合する様に凝（り）堅も（め）るを要とすべき事。
6. 唐手表芸は数多く練習し、一々手数の旨意を聞き届け、是は如何なる場合に用ふべきかを確定して練習すべし。且、入受はずし、取手の法有レ之。是又口傳多し。
7. 唐手表芸は、是れは体を養ふに適当するか、又、用を養ふに適当するかを予て確定して練習すべき事。
8. 唐手練習の時は戦場に出る気勢にて、目をいからし、肩を下げ、体を堅め、又、受けたり突きたりする時も現実に敵手を受け、又、敵に突当る気勢の見へる様に常々練習すれば、自然と戦場に其妙（そのみょう）、相現（あいあら）はるものになり、克々（よくよく）注意すべき事。
9. 唐手の練習は、体力不相応に余りカを取（り）過しければ、上部に気あがりて面をあかみ（め）、又、眼を赤み（め）、身体の害に成るものなれば、克々注意すべき事。
10. 唐手熟練の人は、往古より多寿なるもの多し。其原因を尋るに、筋骨を発達せしめ、消化器を助け、血液循環を好くし、多寿なる者多し。就ては、自今以後、唐手は体育の土台として小学校時代より学課に編入り広く練習致させ候はば、追々致二熟練一一人にて十人勝つ輩も沢山可レ致二出来一と存候事。

- 後文
  - 右十ヶ條の旨意を以て、師範中学校に於て練習致させ、前途師範を卒業各地方学校へ教鞭を採るの際には、細敷御示論各地方小学校に於て精密教授致させ候はば、十年以内には全国一般へ流布致し、本県人民の為而己（のみ）ならず、軍人社会の一助にも相成可申哉と筆記して備二高覧一候也。
  - 明治四十一年戊申十月 糸洲安恒

注）原文は旧字体、片仮名書き。句読点、ルビ、（）は補った。「唐手表芸」は型のこと。